# Metepeira spinipes
Metepeira spinipes là một loài nhện trong họ Araneidae.
Loài này thuộc chi Metepeira. Metepeira spinipes được Frederick Octavius Pickard-Cambridge miêu tả năm 1903.